# スティーロ (ヘルメットメーカー)
スティーロ（Stilo）は、イタリアのヘルメットメーカー。

## 概要
1990年創業と、ヘルメットメーカーとしては新興勢力の部類に入る企業。社名の「スティーロ（Stilo）」は、いわゆる青銅器時代に、アイデア等を書き留める目的でワックスボードに文字等を刻むために使われたスタイラス（鉄筆）に由来する。
ヘルメットの中でもラリー用のオープンフェイスヘルメット、特にヘッドセット内蔵型に強みを持ち、世界ラリー選手権（WRC）に参戦するワークス・チームにおいてはほぼ100%に近いシェアを誇る。また自動車用のフルフェイスヘルメットも手掛けており、フォーミュラ1（F1）においては2021年現在バルテリ・ボッタス、ランス・ストロールの2人が使用している。2018年には、国際自動車連盟（FIA）が新たにヘルメットの安全規格「FIA 8860-2018-ABP」を定めた際、アライヘルメットらと共に策定作業に参加している。
日本においては、従来より並行輸入等で一部販売店にて取り扱いがあったが、2020年に日本法人として「Stilo Japan」を設立して正式に進出を果たした。